# جيم دوغلاس

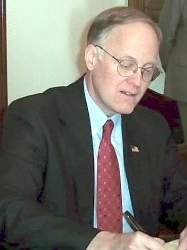
جيم دوغلاس

جيم دوغلاس هو سياسي أمريكي ينتمي إلى (الحزب الجمهوري) ولد جيم دوغلاس في 21 يونيو من سنة 1951 في ولاية ماساشوستس الأمريكية رشح دوغلاس نفسه لانتخابات مجلس الشيوخ الأمريكي عام 1992 ولكنه خسر الانتخابات امام الديمقراطي باتريك ليهي أصبح جيم دوغلاس حاكما على ولاية فيرمونت الأمريكية منذ 9 يناير من سنة 2003.